# Kamień runiczny z Alstad

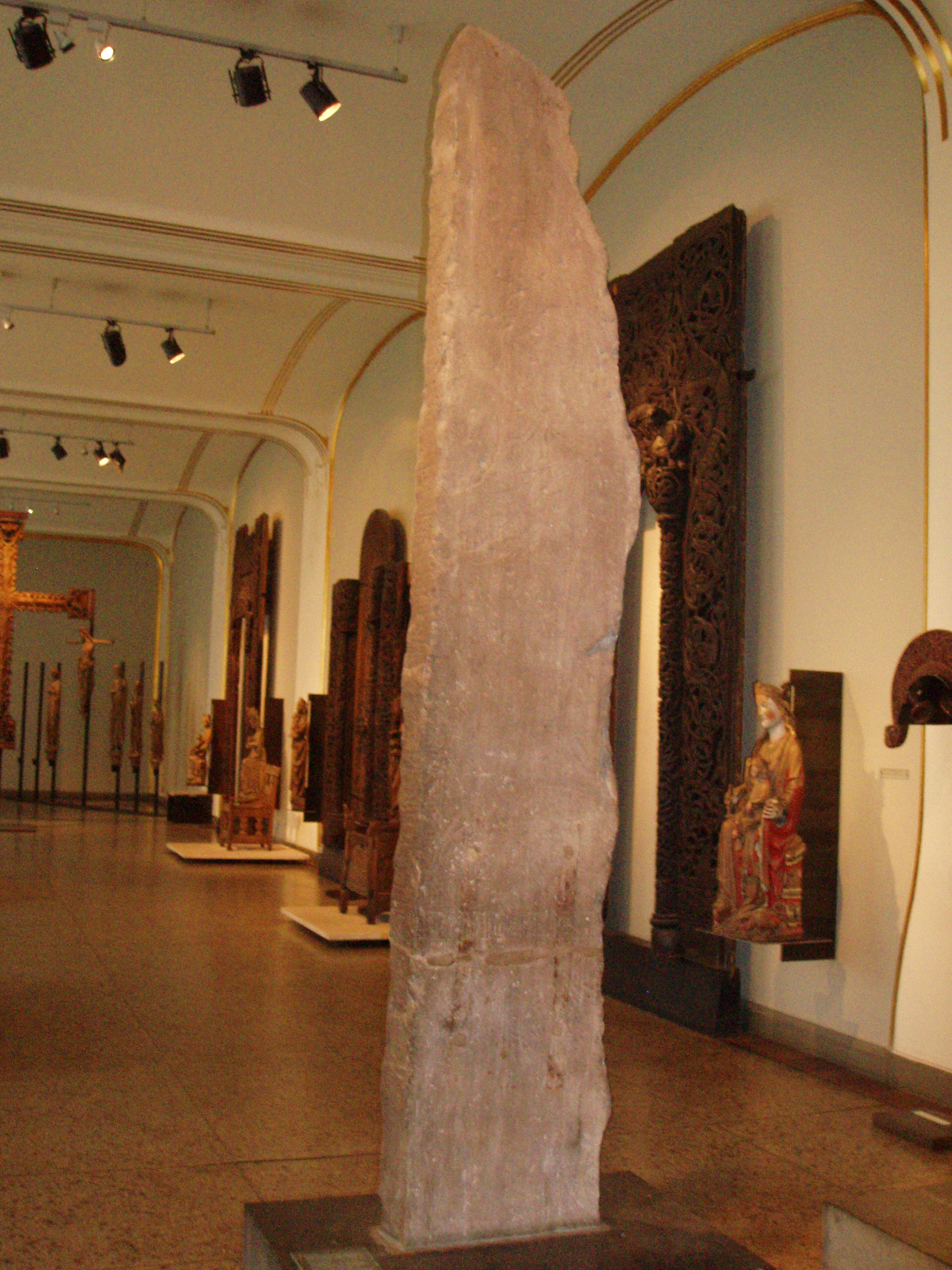
Kamień runiczny z Alstad

Kamień runiczny z Alstad (N 61-62) – norweski kamień runiczny pochodzący z Alstad w gminie Østre Toten. Znajdują się na nim dwie inskrypcje.
Głaz znajduje się w zbiorach Muzeum historycznego w Oslo. Ma 2,70 m wysokości, 49 cm szerokości i grubość 13 cm. Wykonany został z piaskowca. Pochodzi z około 1000 roku. Na jego frontowej ścianie został umieszczony rysunek. Przedstawia on scenę łowów: widać dwóch myśliwych, z których jeden dosiada konia, drugi natomiast stoi obok rumaka i trzyma na przedramieniu gotowego do polowania ptaka. Mężczyznom towarzyszą dwa psy łowcze, ponad całą sceną unosi się natomiast nieproporcjonalnie duży w stosunku do pozostałych postaci ptak. Na lewej krawędzi kamienia wyryta została natomiast inskrypcja runiczna o treści:
iurun ¤ rais(t)i [¤] s(t)ain ¤ þina ¤ af(t)ir [¤] au-aun- ¤ is ¤ (h)ana ¤ --(t)i [¤] auk ¤ furþi ¤ af ¤ hrikariki ¤ u(t)an ¤ ur ulb¤aui-
× auk ¤ (m)unta¤stain ¤ ----ir ¤ þusi ×
co znaczy:
Jórunn wzniosła ten kamień ku pamięci ... który był jej poślubiony, i zabrała go z Ringerike na wyspie Ulvøy. Upamiętnia ich malowany kamień.
Między 1050 a 1075 rokiem pod rysunkiem wyryta została biegnąca w trzech linijkach kolejna inskrypcja o treści:
× ikli × reisti stein þana eftir × þoral... sun sin is uarþ tauþr × i uitahol(m)(i) miþli u(i)taulms auk karþa ×
co znaczy:
Engla kazała wznieść ten pomnik dla swego syna Thoralda, który znalazł śmierć w Vitaholm, położonym między Ustaholm a Gardhar.
Wymienione w tekście nazwy miejscowe odnoszą się do grodów na Rusi: Gardhar to Kijów, Ustaholm to Ustje (ob. Zarub), zaś Vitaholm to Witczew nad Dnieprem.